# Sinfonia n. 5 (Mendelssohn)
La Sinfonia n. 5 in re minore, Op. 107, conosciuta anche con il nome di Riforma, fu composta da Felix Mendelssohn nel 1830, per il trecentesimo anniversario della presentazione della Confessione augustana, importante momento della Riforma protestante.

## Storia della composizione
Nel dicembre del 1829 Mendelssohn iniziò a lavorare alla sinfonia Riforma, ancora prima che il re Federico Guglielmo III di Prussia avesse annunciato le celebrazioni per il trecentesimo anniversario della Confessione augustana. Il compositore sperava che l'opera venisse eseguita in occasione dei festeggiamenti in programma a Berlino il 25 giugno 1830 e contava di finirla entro l'inizio dell'anno. Tuttavia, le sue cattive condizioni di salute fecero sì che la composizione si protraesse oltre le sue aspettative: l'opera fu completata solo in maggio, e non fu ammessa ad entrare a far parte del programma delle celebrazioni. Essa fu eseguita per la prima volta nel 1832 a Berlino sotto la direzione dell'autore e fu pubblicata solamente nel 1868, 21 anni dopo la morte di Mendelssohn, come sinfonia n. 5, sebbene sia stata in realtà la seconda in ordine di composizione.
L'ultimo movimento della sinfonia è costituito dal famoso corale scritto da Martin Lutero Ein feste Burg ist unser Gott (Forte rocca è il nostro Dio).